# 陈毓邃
陈毓邃，河南温县人，是一名清朝政治人物。举人出身。
陈毓邃曾于1804年接替周炜任华亭县知县一职，1804年由周炜接任。